# 贝尔塔·本茨纪念之路
| 贝尔塔∙本茨纪念之路 | 贝尔塔∙本茨纪念之路             |
| ------------------- | ------------------------------- |
| 标志                |                                 |
| 国家                | 德国                            |
| 全长                | 194 公里（120英里）             |
| 地理位置            | 大约位于法兰克福和巴登-巴登之间 |
| 联邦州              | 巴登-符腾堡州                   |
| 地区                | 北巴登                          |
| 走向                | 自北向南，自南向北              |
| 起点                | 曼海姆                          |
| 最远抵达            | 普福尔茨海姆                    |
| 终点                | 曼海姆                          |
| 海拔                | 89 米至359 米                   |

贝尔塔∙本茨纪念之路是一条位于德国巴登-符腾堡州的旅游主题路线，隶属欧洲工业遗产之路项目。自2008年开通以来，大众再次有机会重温1888年世界第一次汽车长途旅行的路线。

## 历史

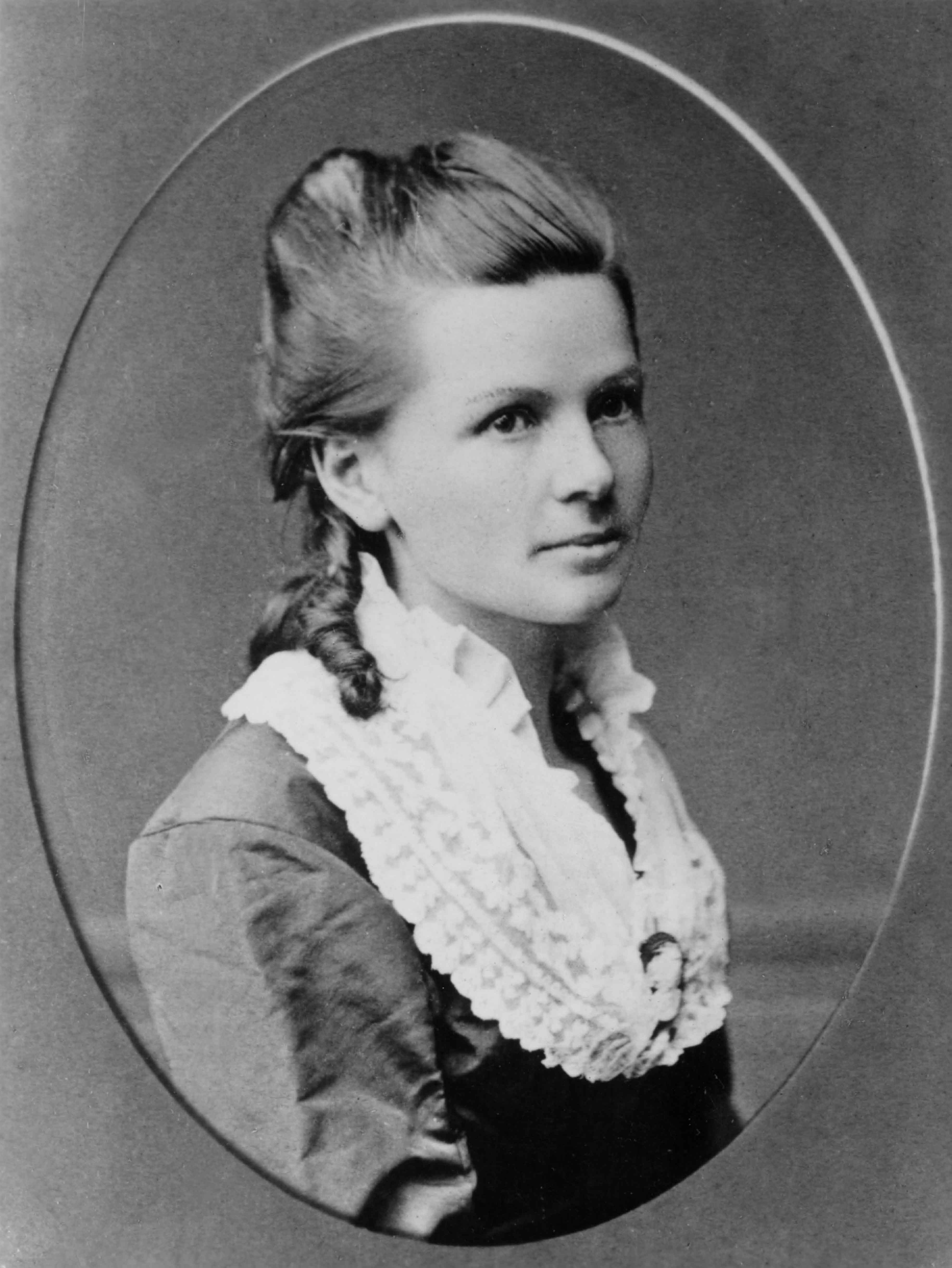
贝尔塔·本茨Bertha Benz (1849 - 1944)

1886年卡尔·本茨博士在德国曼海姆发明了汽车（1886年1月29日，德国皇家专利号37435）。可惜在汽车刚刚诞生的岁月，人们普遍对汽车没有好感，并没有人愿意购买。
然而，贝尔塔·本茨却非常相信丈夫的事业，对他的发明深信不疑。在1888年8月的一天，她瞒着丈夫，带着两个儿子，十四岁的理查德和十五岁的欧尔根，驾着本茨新设计的三轮汽车出发，从曼海姆向104公里（约64英里）之外的普福尔茨海姆进发。当时全世界还没有任何一辆汽车跑过这么远的路程，在这次历史性的创举之前，所有的汽车旅行都是短途的试验性质。所以现在普遍认为贝尔塔·本茨是世界上第一位驾驶汽车的人。
虽然表面上的原因是要回趟娘家，其实贝尔塔还有更深的考虑，由于卡尔并没有为自己的发明作过充分市场推广，她希望借此告诉她杰出的丈夫，一旦大众认识到汽车的实用性，这项发明就会带来经济上的巨大成功。
路上险情不断，她解决了种种难题。燃料告罄，她不得不去路边医院的药房购买粗汽油。因此，位于海德堡以南几公里的威斯洛赫城的城市药房也成为了世界上第一个加油站。布鲁赫萨尔的一个铁匠帮助她修补链条，在普福尔茨海姆北部的保释罗特她又更换了刹车片。汽化器被堵住了，她用帽子上的髮针将其修好，点火导线和发动机其他部分发生短路时，聪明的她用吊袜带作绝缘垫将导线绝缘。
贝尔塔和她的儿子们黎明时分从曼海姆出发，直到日落西山，母子三人又饿又累地到达目的地普福尔茨海姆。兴奋的贝尔塔立即给丈夫拍了一个电报，告诉卡尔他们成功的旅行。三天后，他们又开车回到曼海姆。
沿路上的人们都纷纷围观，汽车之旅正如贝尔塔预期的一样，取得了重要的公众效应。对卡尔·本茨来说，这次旅行也十分有帮助，在妻子的协助下，他对汽车做了种种改进，经过长途旅行，贝尔塔也提出了很多实用的建议，诸如增加一个额外的传动装置帮助上坡。

## 负责人
2007年由埃德加·迈尔和芙郝克·迈尔（Edgar und Frauke Meyer）夫妇领导的非营利组织创立了两个新的协会，一个是贝尔塔·本茨纪念之路协会，另一个是一个是贝尔塔·本茨纪念俱乐部，以此纪念贝尔塔·本茨和她的历史性创举。
2008年2月25日，贝尔塔·本茨纪念之路由德国政府正式批准认可为旅游观光路线，成为了全长194公里的德国工业文化动态纪念碑。

## 路线

### 去程
从曼海姆南至普福尔茨海姆，约104公里（64英里），途经城市有：
GPS-Download（页面存档备份，存于）
曼海姆, 曼海姆-Feudenheim, Ilvesheim, 拉登堡, Schriesheim, Dossenheim, 海德堡, Leimen (Baden), Nußloch, Wiesloch, Mingolsheim, Langenbrücken, Stettfeld, Ubstadt, Bruchsal, Untergrombach, Weingarten (Baden), Grötzingen, Berghausen, Söllingen, Kleinsteinbach, Wilferdingen, Königsbach, Stein, Eisingen, 普福尔茨海姆

### 回程
从普福尔茨海姆北至曼海姆，约90公里（56英里），途经城市有：
GPS-Download（页面存档备份，存于）
普福尔茨海姆, Bauschlott, Bretten, Gondelsheim, Helmsheim, Heidelsheim, Bruchsal, Forst (Baden), Hambrücken, Wiesental, Kirrlach, 賴林根, Hockenheim, Talhaus, Ketsch, 施韦青根, 曼海姆-Friedrichsfeld, 曼海姆-Seckenheim, 曼海姆. 

## 风景
贝尔塔·本茨的原始路线不仅重现了她那快要被人遗忘的旅行，更是途径德国绕具风味的巴登州葡萄酒产区。
这条被视为人类工业遗产的路线，沿着莱茵河上游平原地区的几条罗马之路，诸如贝格施特拉瑟（山路），一路来到奥登瓦尔德山和克莱希高，在距卡尔斯鲁厄不远的普福尔茨海姆转入黑森林北部地区。
由于山势陡峭，贝尔塔在回程时选了另一条路径，最后再次沿着莱茵河回到曼海姆。

## 名胜

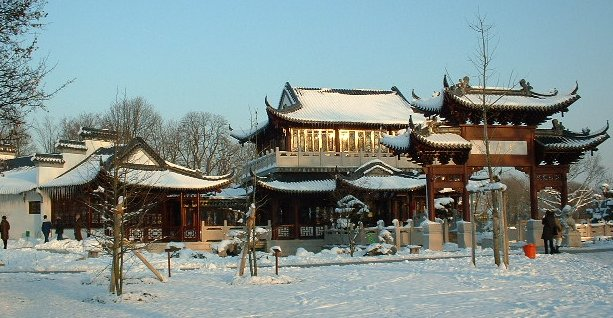
曼海姆路易森（Luisen）公园里的中国茶馆

- 曼海姆： 曼海姆宫殿，路易森（Luisen）公园，大水塔
- 拉登堡： 卡尔·本茨博士汽车博物馆，本茨之家，老城区
- 海德堡： 海德堡城堡，旧城区，老桥
- 威斯洛赫： 城市药店（世界第一家加油站）
- 布鲁赫萨尔： 布鲁赫萨尔城堡
- 普福尔茨海姆： 珠宝博物馆，工业之家
- 布雷滕：菲利普·梅蘭希通 之家，靠近 毛尔布龙隐修院 （联合国教科文组织世界遗产），其学生有： 约翰内斯·开普勒，荷尔德林，赫尔曼·黑塞
- 霍根海姆： 霍根海姆汽车博物馆，霍根海姆赛道
- 施韦青根： 施韦青根城堡

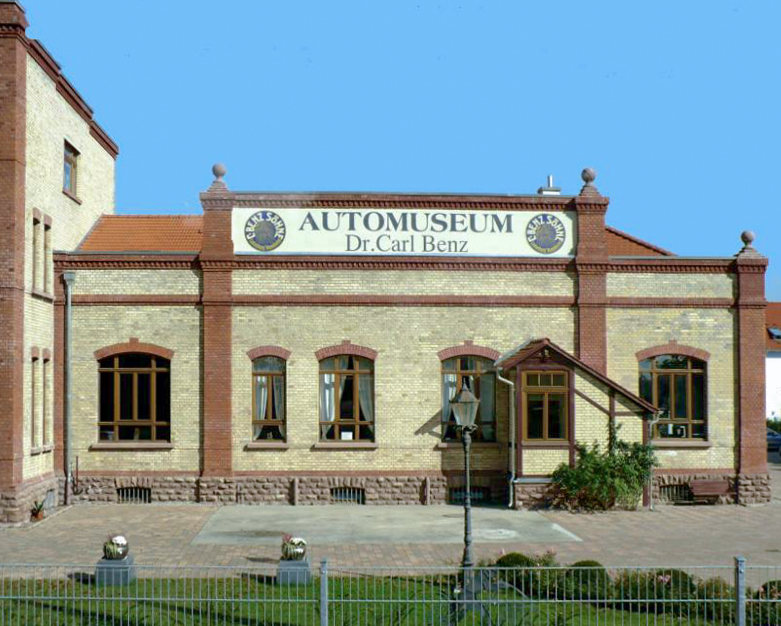
拉登堡的卡尔∙本茨博士汽车博物馆
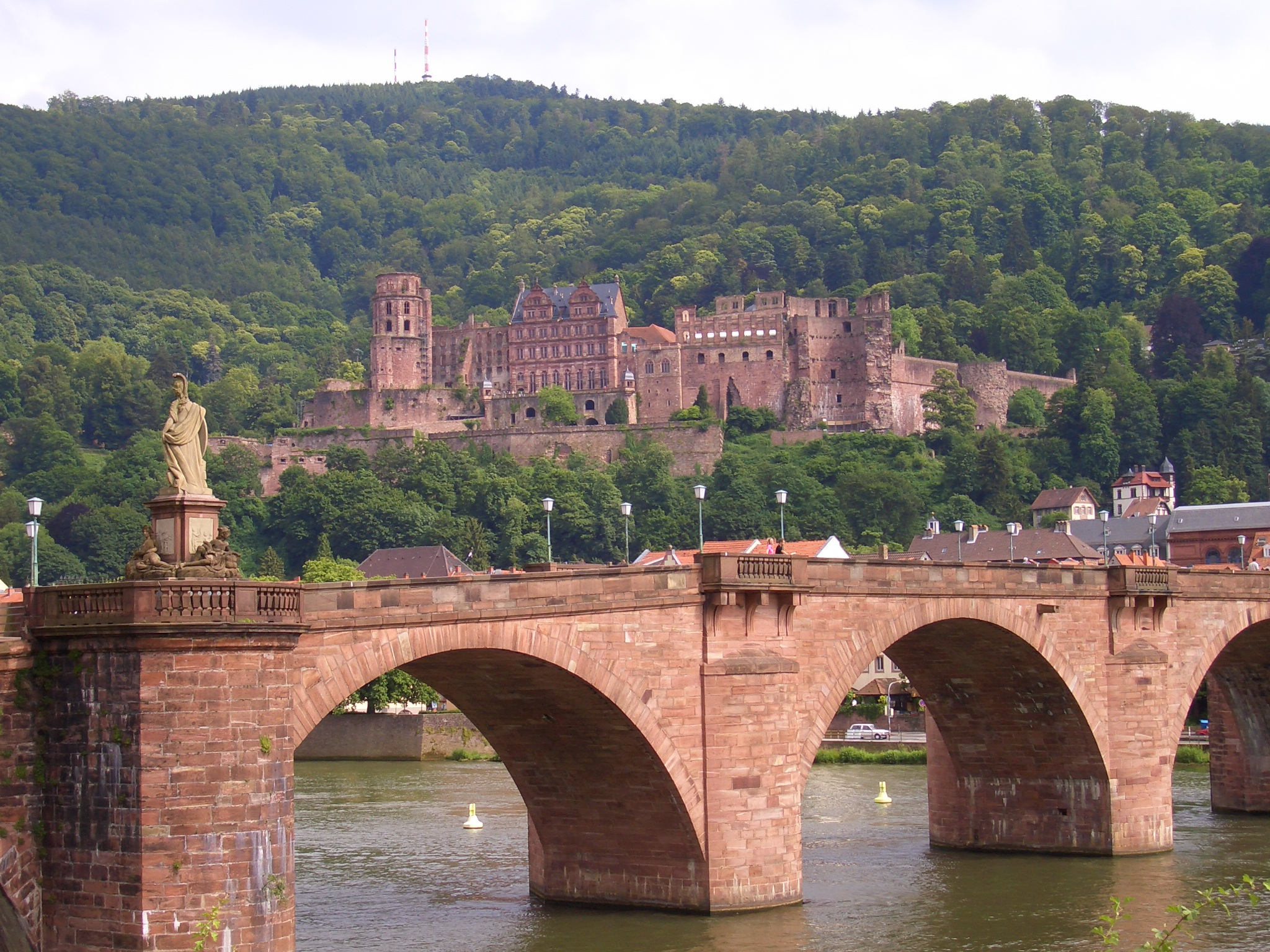
海德堡城堡和老桥
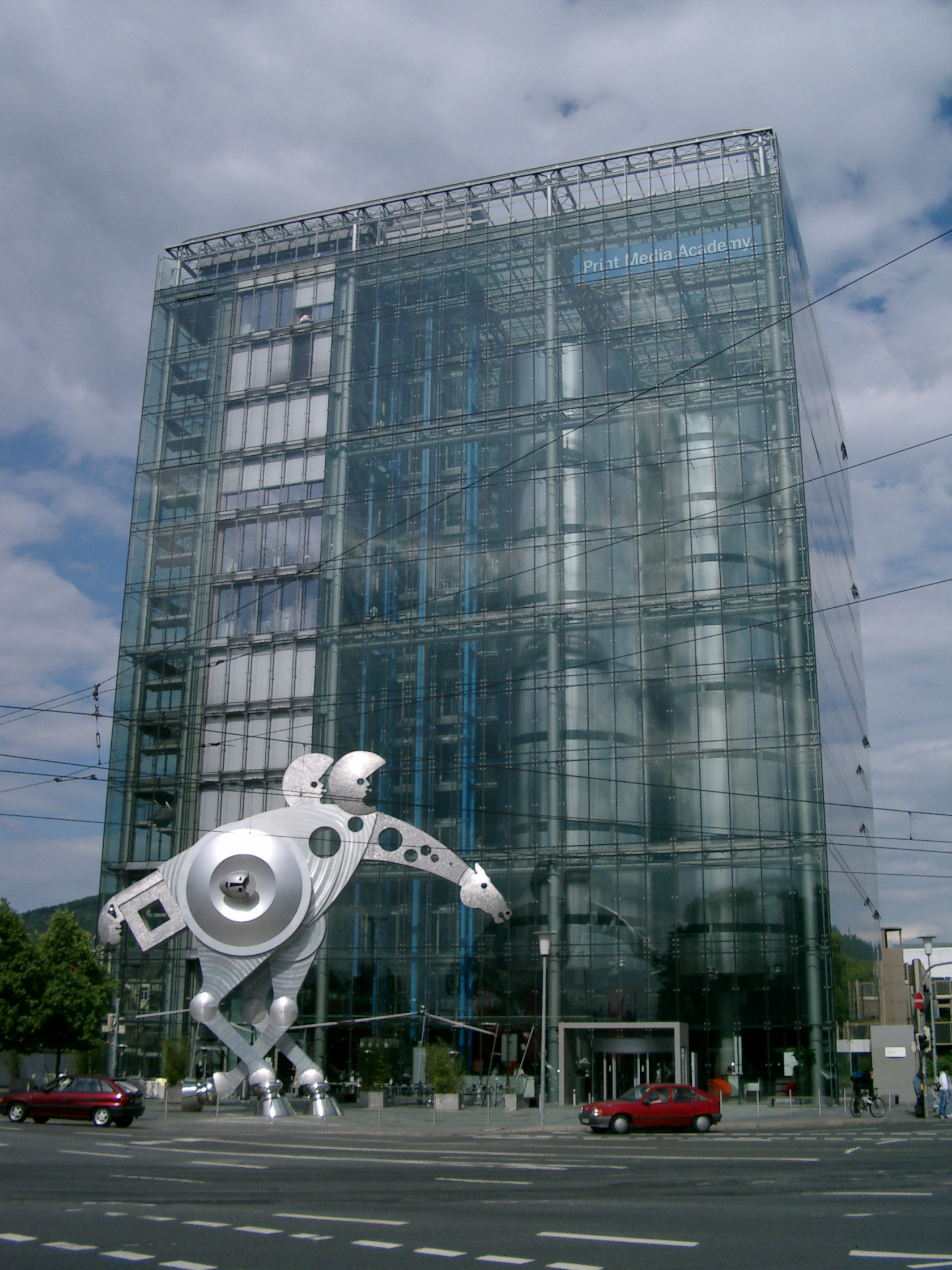
海德堡印刷机大楼
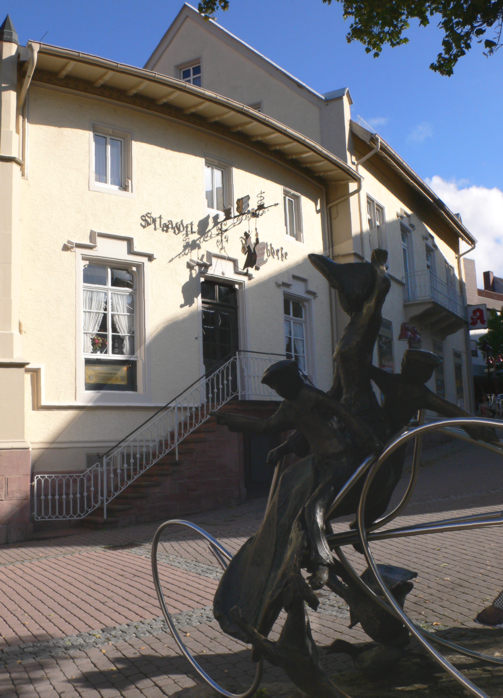
威斯洛赫德的城市药店，世界第一家加油站
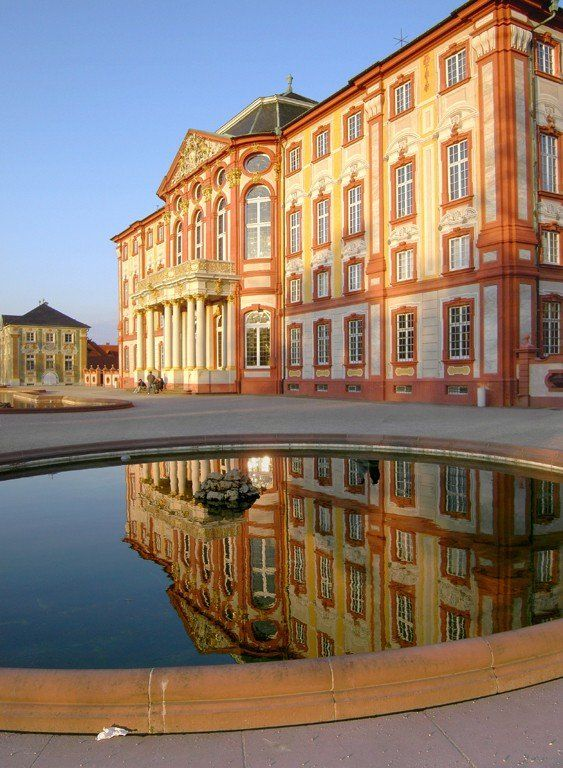
布鲁赫萨尔城堡
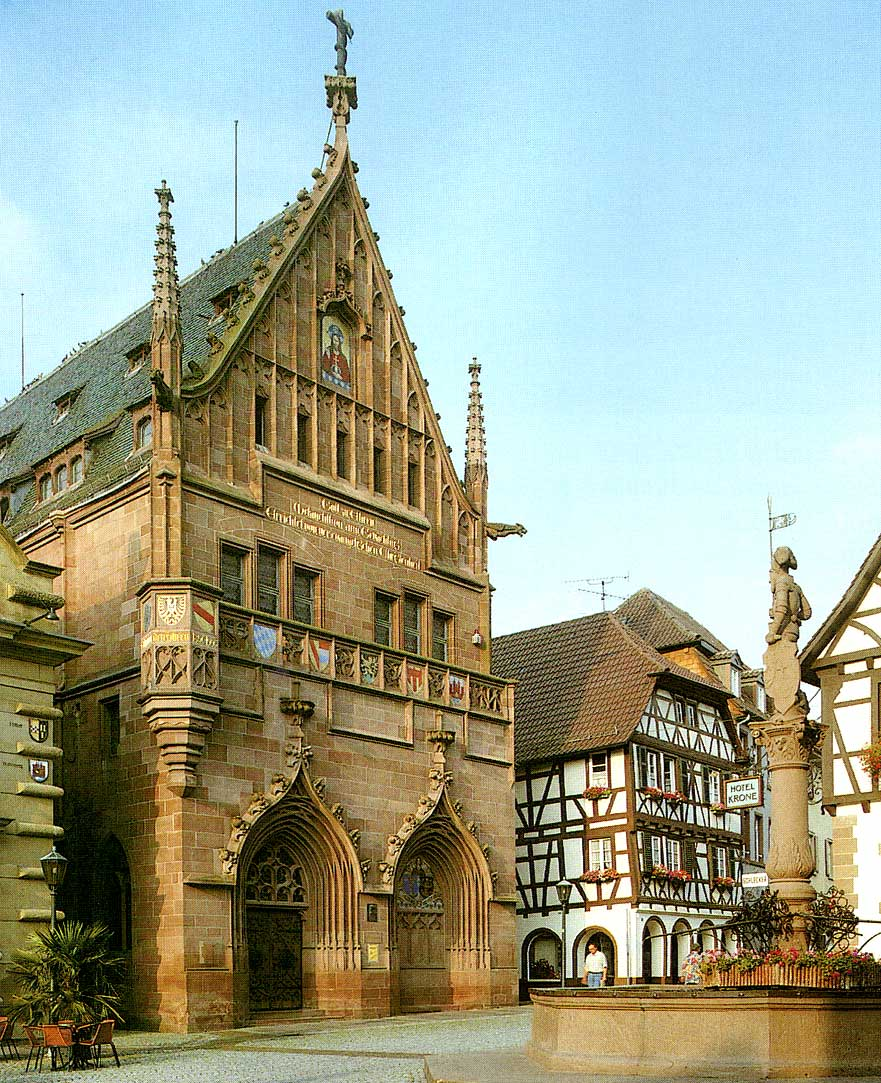
布雷腾的菲利普·梅蘭希通之家
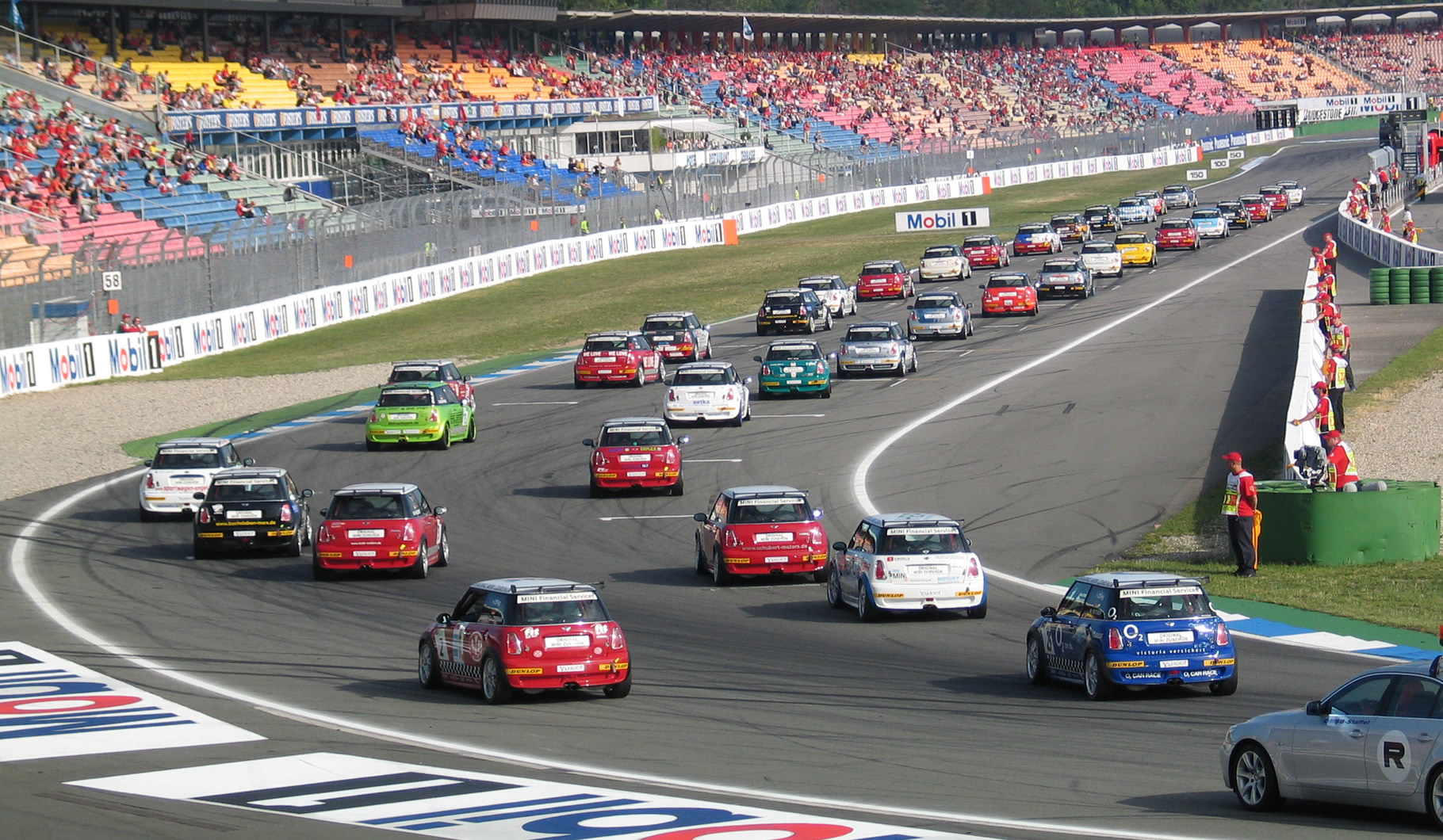
霍根海姆赛道
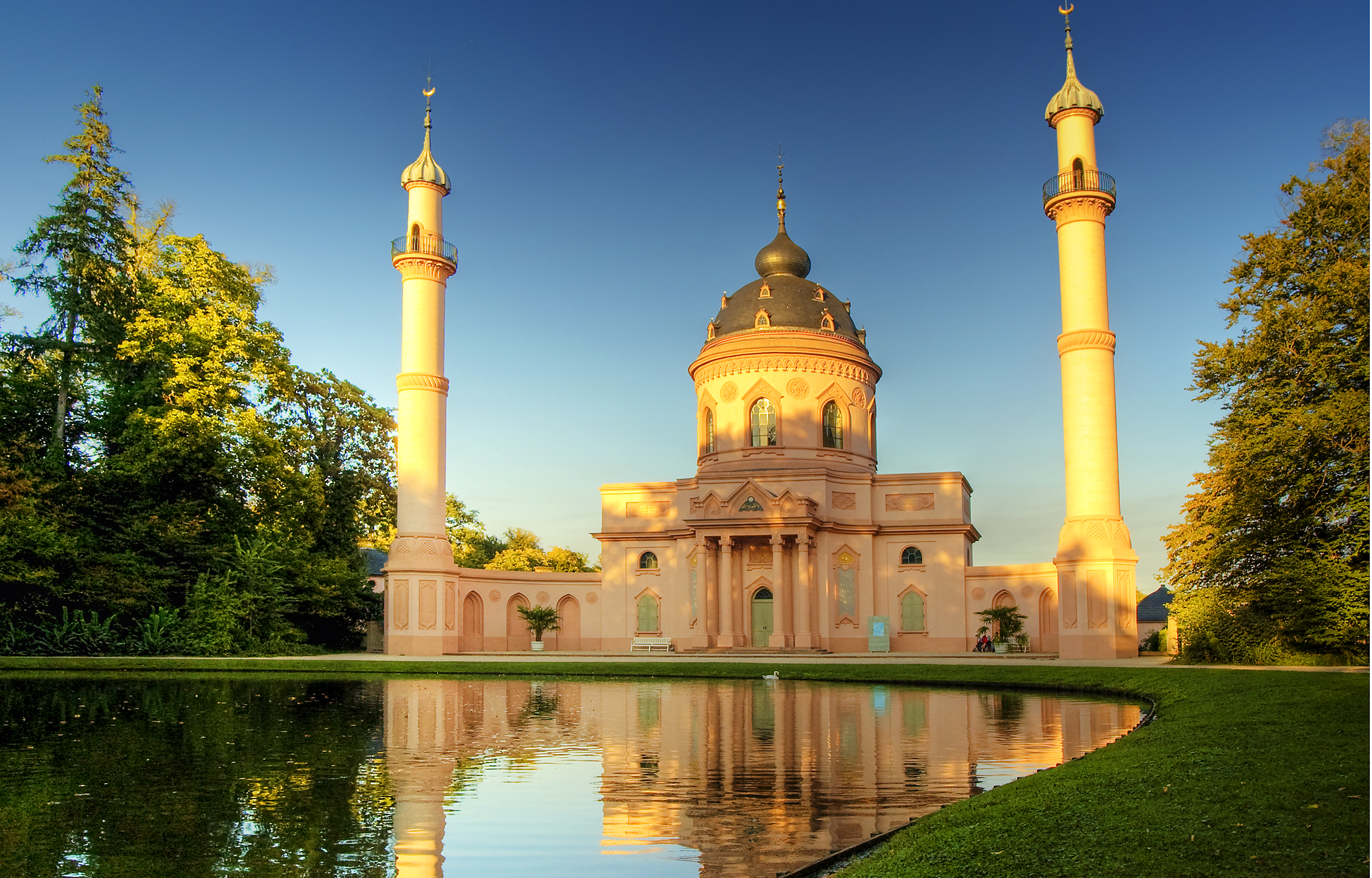
施韦青根城堡中的红色清真寺

## 贝尔塔·本茨挑战赛
贝尔塔·本茨纪念之路于2008年9月开通，而当时巴登-符腾堡州州政府建议将其官方首跑与“2011年汽车之夏”的盛典结合起来，成为这个框架中的一部分。这一盛典是为了纪念125年前卡尔·本茨发明汽车的德国官方大型活动。

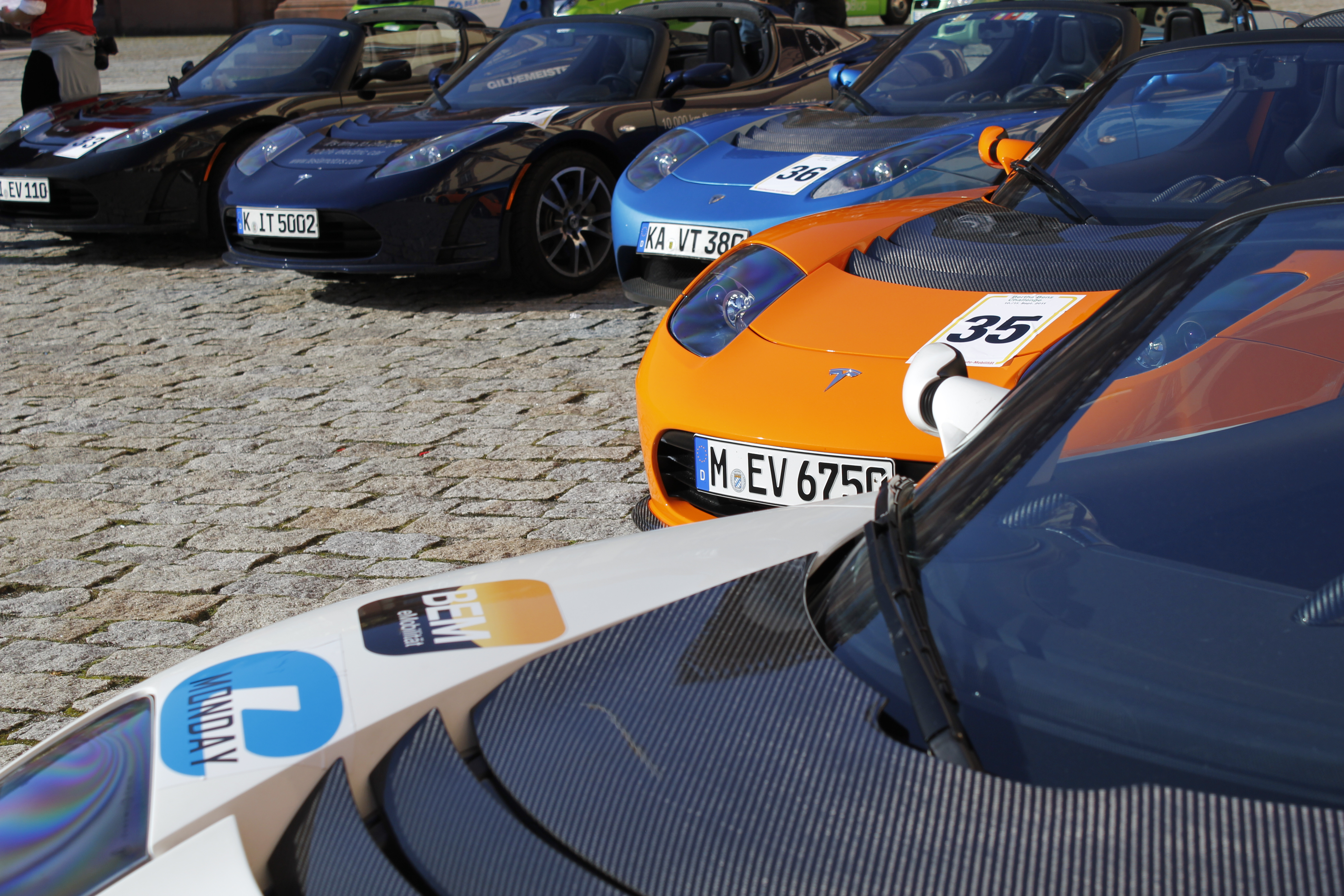
Tesla Roadster at the Bertha Benz Challenge 2011 in Mannheim.

2011年1月25日，德国之声频道在其“德国制造”节目中面向全球播出了卡尔·本茨发明汽车的一部电视纪录片，强调突出了他妻子贝尔塔·本茨所扮演的重要角色。这份报道不仅仅针对汽车的历史，还展望了汽车的未来，这两者在贝尔塔·本茨挑战赛中也得以体现。
第一届贝尔塔·本茨挑战赛于2011年9月10-11日举行，之后也会成为每年一度的比赛。挑战赛致力于成为汽车领域新突破的一个全球性风向标，体现为参赛车辆只能为可持续性车辆：拥有不同驾驶系统的未来型汽车——混合动力汽车及电动车，使用氢能及燃料电池的汽车，以及其他经济型汽车。贝尔塔·本茨在1888年驾驶着的是当时最具创新意义的汽车，所以挑战赛首跑也定位在了当前最具创新意义的汽车上。
巴登符腾堡州州长温福里德·克莱切曼作为嘉宾在首跑开幕式上为此次挑战赛致辞，巴符州秘书希尔克·克雷布斯女士以及巴符州科技部部长特雷西娅·鲍尔女士亲自参加了挑战赛。巴登符腾堡州政府对贝尔塔·本茨挑战赛的支持也充分体现了州政府对于面向未来的机动车发展的支持。第一届贝尔塔·本茨挑战赛携43种拥有不同驾驶系统的未来汽车一举成为了最大的电动车盛会。
贝尔塔·本茨挑战赛的格言是：奔跑在世界最古老汽车之路上的可持续性汽车！
参赛的还有一辆仿1888年的德国工程师Flocken（福劳肯）发明制造的四轮电动车，这也证明了，电动车在德国已经有着非常悠久的历史和传统了。
第二届贝尔塔·本茨挑战赛于2012年9月14-16日举行，并由法兰克福贸易展销会举行的法兰克福国际汽车零配件展启程。这届挑战赛包括两圈霍根海姆赛道，由此向可持续性的未来汽车敞开了大门。
第三届贝尔塔·本茨挑战赛于2013年9月13-15日举行，并于世界最大车展之一的法兰克福车展的举办地启程。德国联邦环境部长彼得·艾尔特迈尔，黑森州州长福尔克·布菲耶以及巴登符腾堡州州长巴登符腾堡州州长温福里德·克莱切曼都作为嘉宾在开幕式上为本届挑战赛致辞。